# El Sótano
El Sótano es una película española dirigida por el cineasta donostiarra Jaime de Mayora Dutheil en 1949.

## Argumento
La historia está ambientada en una ciudad en guerra, en la que los sótanos se convierten en pequeños espacios donde gente de distinta clase social y económica deben convivir durante los bombardeos.

## Comentario
Película basada en el guion original del publicista y cineasta Jaime de Mayora Dutheil (San Sebastián, 1914), con la colaboración literaria de Camilo José Cela y en la que además el autor de La familia de Pascual Duarte interpreta el papel de uno de los protagonistas, el físico Loves. Esta sería la primera vez que Camilo José Cela interpretaría una película. Con un presupuesto de un millón y medio de pesetas, El Sótano fue rodada en los Estudios Augustus Films de Madrid y estrenada el jueves 12 de enero de 1950 en el Cine Coliseum de la Gran Vía de Madrid (actualmente Teatro Arteria Coliseum).

## Ficha artística
- María Asquerino (Eva)
- Camilo José Cela (Loves)
- Paola Barbara (Elena Bennett)
- Jesús Tordesillas (Padre Ramón)
- Eduardo Fajardo (Juan Bell)
- María Brú (Sra. Grant)
- Alfonso Horna (Jorge)
- Roberto Font (Enrique Bennett)
- José Jaspe (Borracho)
- María Cuevas (Sra. Funes)
- Dora Sancho
- José Luis Galán (José Luis Calan)
- Ángeles Puchol
- Carmen Moya
- José González (Niño)
- Francisco González (Niño)